# Berkeleyski jašek
Berkeleyski jašek je bivši odprtokopni rudnik bakra, ki se nahaja v kraju Butte, v Montani, ZDA. Jašek je dolg skoraj 1,6 km, širok 800 m in v najgloblji točki meri približno 1540 m. Do globine približno 270 m je zapolnjen z zelo kislo vodo (pH 2,5). Posledično je celoten jašek prepojen s težkimi kovinami in nevarnimi kemikalijami, ki pronicajo iz skalovja, vključno z bakrom, arzenikom, kadmijem, cinkom in žveplovo kislino.
Na tem mestu so odprli rudnik leta 1955, ki ga je sprva vodilo podjetje Anaconda Copper, kasneje Atlantic Richfield Company (ARCO), dokler ga niso na dan zemlje (22. aprila) leta 1982 zaprli. Po zaprtju rudnika so ugasnili tudi črpalke za vodo, ki se nahajajo v sosednjem rudniku Kelley Mine 6 km pod zemljo, kar je povzročilo, da je podtalnica iz okoljskih vodonosnikov začela počasi polniti jašek, kjer se je vodna gladina začela dvigati za približno 30 cm na mesec. Od zaprtja jaška leta 1982 je količina vode narasla 45 m nad običajnim vodostajem podtalnice. Jama in voda, ki se je v njej nabrala, predstavljata resen okoljski problem, saj voda z raztopljenim kisikom omogoča, da se začnejo minerali pirita in sulfita v rudninah in stenskih skalah razkrajati, kar pa sprošča kisline. Ko bo ta voda dosegla naravni vodostaj, kar je ocenjeno, da se bo zgodilo do leta 2020, se bo voda iz jaška razlila nazaj v podtalnico okolice in tako onesnažila Silver Bow Creek, izvor reke Clark Fork River. Zakisana voda iz jaška vsebuje toliko raztopljenih težkih kovin (do 187 ppm Cu), da je skupke nekaterih možno vzeti neposredno iz vode. Nekaj načrtov za sanacijo okoljske podtalnice in rešitve problema z vodo v jašku so skovali že v '90, med njimi tudi možen načrt, da bi vodo, ki se odteka v jašek, preusmerili in tako upočasnili rast vodostaja v jašku. Nekaj predlogov je vsebovalo tudi bolj izčrpne načrte in sanacije, predvidene za prihodnja leta. Berkeleyjski jašek je od takrat postal ena največjih Superfund lokacij. Jašek trenutno služi kot turistični objekt, kjer je ob plačilu vstopnine možen ogled platforme jaška.

### Zgodovina in razvoj
Podzemni rudnik Berkeley Mine je bil nameščen na žilo, ki se na jugovzhodu razteza od glavnega sistema Anaconda. Ob pričetku del v njem, julija leta 1955, se je ime rudnika preneslo tudi na jašek. Odprtokopni način rudarjenja je sčasoma nadomestil podzemnega, saj je postal bistveno bolj ekonomičen in predvsem manj nevaren za rudarje. V prvem letu poslovanja so iz jaška izčrpali 17.000 ton rude dnevno, kjer je bilo 0,75 % dnevnega izkopa samo bakra. V celoti so iz Berkeleyjskega jaška izvlekli 1.000.000.000 ton snovi. Baker je predstavljal glavnino kovin, ki so jih proizvajali, rudarili pa so tudi druge kovine, med drugim tudi srebro in zlato. V prizadevanju za razširitev območja rudnika, so upravljavci pokupili dve sosednji okrožji in večino vzhodnega dela mesta Butte. Podjetje Anaconda Company je pokupilo domove, podjetja in šole delavskih skupnosti v mestih Meaderville, East Butte, in McQueen na vzhodni strani rudnika. Večino teh domov so uničili, porušili ali prestavili na južno stran mesta. Stanovalci so za svoje domove prejeli kompenzacijo, skladno s tržno vrednostjo njihovih nepremičnin.

### Okoljski učinki
Leta 1995 je jata snežnih gosi med selitvijo pristala v Berkeleyjski jašek in poginila. Skupaj je bilo najdenih 342 trupel. Podjetje Atlantic Richfield Company (ARCO), takratni oskrbovalec jaška, je obtožbe, da so kemikalije povzročile pogin gosi, zanikal in jih pripisal okužbi živali z akutno aspergliozo (okužbo dihal). Trditev, da naj bi to okužbo povzročila pšenična plesen, je potrdil tudi oddelek za nekropsijo na univerzi Colorado State (Colorado State University). 
Na podlagi lastnih laboratorijskih raziskav je zvezna država Montana te ugotovitve skušala izpodbiti. Obdukcija poginulih gosi je pokazala, da so bili notranji organi teh živali prekriti z opeklinami in gnojnimi ranami, ki jih je povzročila izpostavljenost visokim koncentracijam bakra, kadmija in arzena.
Horseshoe Bend je čistilni obrat, ki so ga zgradili kot najnovejšo pridobitev v boju proti onesnaževanju. V tem obratu čistijo vodo, ki prihaja iz porečja Horseshoe Bend, in jo razpošiljajo nazaj v vodovodno omrežje mesta. Dodatno bomo ta objekt lahko koristili za prečiščevanje vode iz Berkeleyjskega jaška, ko bo vodostaj v njem presegel kritično vrednost (1650 m nadmorske višine) in dosegel podtalnico. To kritično vrednost je zastavil federalni odlok, njegov namen je, da ureja pogoje, v katerih bi lahko prišlo do kontaminacije okoljske podtalnice s strupeno vodo iz jaška. Berkeleyjski jašek je na seznamu Superfund.

### Ekstremofili
Andrea A. Stierle in Donald B. Stierle sta odkrila nove glivične in bakterijske vrste, za katere je bilo ugotovljeno, da so se prilagodile zaostrenim razmeram v notranjosti jame. Močna konkurenca za omejene hranilne vire je povzročila, da so te vrste začele proizvajati zelo strupene snovi, da bi tako izboljšale možnosti preživetja. Iz teh organizmov so izolirali naravne snovi, kot so berkeleydion, berkeleytrion in berkelična kislina, ki kažejo na selektivno delovanje proti rakavim celičnim linijam. Nekatere od teh vrst so zaužile kovine iz jame, zato jih sedaj raziskujejo kot alternativen način čiščenja vode.

### Pomembni datumi
- 1994 – september, EPA/DEQ izda odločbo za poplavno operativno enoto Butte Mine.
- 1996 – april, Montana Resources (MR) in ARCO preusmerijo talno vodo porečja Horseshoe Bend (HSB) stran od Berkeleyjskega jaška in tako upočasnijo naraščanje vodostaja v njem.
- 2000 – julij, MR prekine rudarske posege na lokaciji zaradi prevelikih energetskih stroškov; zaradi tega lahko voda iz HSB spet odteka nazaj v jašek in poveča vodostaj.
- 2002 – marec, USEPA in Oddelek za okoljsko kakovost v Montani (Montana Department of Environmental Quality – MDEQ) vstopijo v sporazumno poravnavo z BP/ARCO in Montana Resources Group (known as the Settling Defendants), da sklenejo dogovor o dosedanjih in bodočih stroških na lokaciji.
- 2002 – jeseni, USEPA in MDEQ strankam sporazumne poravnave izdata nalog, da sestavijo načrt za prečiščevalni obrat za sanacijo vode v HSB. Stranke sestavijo pogodbo in začnejo z gradnjo objekta.
- 2003 – november, MR nadaljuje z rudarsko dejavnostjo na lokaciji.
- 2003 – 17. november, pričetek obratovanja čistilnega objekta, ki hkrati tudi upočasni nadaljnjo rast vodostaja v jašku.

### Geografska lokacija
Rudnik se nahaja na 46°00′56″N 112°30′37″W / 46.01556°N 112.51028°W, na 1432 m nadmorske višine.